# Saint Paul Capisterre
Saint Paul Capisterre ist eines der 14 Parishes der Inselgruppe St. Kitts und Nevis. Es liegt auf der Hauptinsel Saint Kitts und hat eine Landfläche von 12,66 km². Hauptort ist Saint Paul’s. Im Jahr 2022 wurden 2468 Einwohner gezählt.